# 上海物业服务热线
上海物业服务热线是中華人民共和國上海市一個物业维修電話，電話號碼為962121，於2009年7月23日开通。該電話號碼365天24小时运行。

## 歷史
1980年代，上海市民只能通過服务箱尋求水電維修。1990年代初期，上海市民可以通過BP机尋求維修。1990年代末期、21世纪初期，房屋应急维修热线（800-820-3418）开通，居民可以撥打該電話尋求維修。
上海市加强住宅小区综合管理三年行动计划（2007-2009）提出後，2009年6月15日，上海市962121物业服务热线联网试运行。2009年7月23日，962121物业服务热线正式开通。上海市13000多个住宅小区、700万户家庭通過該電話可以報修，上海16个区房管局、223个街镇房屋管理机构以及1800多家物业服务企业通過該電話提供物業維修服務。
上海物业服务热线開通至2023年，熱線主要提供公共部位物業維修服務。2023年7月10日，上海开通962121热线第三方特约维修服务，上海各区房屋应急维修中心聯合其他商業化维修公司提供家中部位維修服務，但是居民通過962121報修第三方維修服務後維修費用自理。